# Phoebe Hessel
Phoebe Hessel, född Smith 1713 i Stephney, London, död 1821, var en brittisk soldat. Hon blev berömd för att ha tjänstgjort i brittiska armén utklädd till man för att vara nära sin älskare, Samuel Golding, och tillsammans med denne stridit i Slaget vid Fontenoy (1745). Hon var känd som "Amazonen från Stepney" och två gator i London har fått sitt namn efter henne, Amazon Street och Hessel Street.

## Biografi
Hessel föddes i Stepney i London. Enligt vissa källor var hennes far soldat och tog henne med sig utklädd till pojke under sin tjänstgöring redan när hon var barn. Enligt andra källor klädde hon ut sig till man och tog värvning i brittiska infanteriet, 5th Regiment of Foot, för att slippa skiljas från sin älskare, soldaten Samuel Golding. Paret tjänstgjorde sedan i både Västindien och Gibraltar. De stred både i Slaget vid Fontenoy i Österrikiska Nederländerna under det Österrikiska tronföljdskriget 1745, där de båda sårades i strid. Hon valde till slut att avslöja sitt kön för regementents överste, efter vilket paret båda entledigades från armén och gifte sig. Enligt uppgifter från en sergeant från hennes regemente, så avslöjades i själva verket hennes kön då hon skulle piskas för ett disciplinärt brott, och man därför klädde av henne på överkroppen. Hon ska då ha sagt: "Fortsätt och dra åt helvete!" Avslöjandet innebar inte något straff, och hon fick sin sold utbetalad på samma sätt som andra soldater. 
Paret bosatte sig i Brighton och fick nio barn. Hon gifte sig en andra gång med fiskaren Thomas Hessel. Hon blev en berömdhet i Brighton genom sitt ovanliga liv och sin höga ålder. Hon var vid ett tillfälle huvudvittne vid rättegången mot landsvägsrövaren James Rooke. Efter att hon blev änka 1793 försörjde hon sig på att sälja sötsaker och frukt. Hon placerades vid ett tillfälle på arbetshus, men släpptes ut då George IV gav henne en pension 1808.